# Еглинтън (остров)

Остров Еглинтън (на английски: Eglinton Island) е 29-ият по големина остров в Канадския арктичен архипелаг. Площта му е 1541 км2 и е 37-и по големина в Канада. Административно островът попада в канадските Северозападни територии. Необитаем.
Островът се намира в западната част на архипелага. На изток протока Келет (ширина 22 км) го отделя от големия остров Мелвил, а на северозапад 23-километровия проток Крозиър – от остров Принц Патрик. На юг широкият 130 км проток Макклур отделя остров Еглинтън от големия остров Банкс.
Конфигурацията на бреговата линия на острова с дължина 227 км наподобява бутилка, като „гърлото“ ѝ е обърнато на североизток. Дължината му от север на юг е 73 км, а максималната ширина (в „основата на бутилката“) от запад на изток – 44 км. Релефът е равнинен с максимална височина от 207 м. Множество къси реки и ручеи и малки езера.
Островът е открит през май 1853 г. от Джордж Мийкам, участник в експедиция (1852-1854), възглавявана от Едуард Белчер и Хенри Келет. През юни същата година островът е детайлно изследван и картиран от друг участник в експедицията – Френсис Макклинток.
|  | Тази страница частично или изцяло представлява превод на страницата Eglinton Island в Уикипедия на английски. Оригиналният текст, както и този превод, са защитени от Лиценза „Криейтив Комънс – Признание – Споделяне на споделеното“, а за съдържание, създадено преди юни 2009 година – от Лиценза за свободна документация на ГНУ. Прегледайте историята на редакциите на оригиналната страница, както и на преводната страница, за да видите списъка на съавторите. ВАЖНО: Този шаблон се отнася единствено до авторските права върху съдържанието на статията. Добавянето му не отменя изискването да се посочват конкретни източници на твърденията, които да бъдат благонадеждни. |